# Joyce Mansourová
Joyce Mansourová, rozená Joyce Patricia Adèsová (25. července 1928, Bowden – 27. srpna 1986), byla francouzská básnířka egyptského původu, hlásící se k surrealismu.

## Život
Předkové Joyce Adèsové pocházeli z britské kolonie v Káhiře. Po studiích v Anglii a ve Švýcarsku, se vrátila do Egypta. V roce 1947 její první manželství skončilo po šesti měsících tragicky, když její manžel zemřel na nevyléčitelnou nemoc. Vdala se znovu v roce 1949, za Samira Mansoura, pocházejícho z francouzské kolonie v Káhiře. Od té doby žili Káhiře a Paříži. V roce 1953, nakladatelství Seghers vydalo její prvou básnickou sbírku Cris, které si obdivně všiml surrealistický časopis Médium. Brzy nato se setkala s André Bretonem, který ji seznámil se surrealisty a od té doby se účastnila jejich aktivity. V roce 1954 se Mansourová trvale usadila v Paříži. Některé z jejích knih ilustrovali surrealističtí přátelé, malíři Pierre Alechinsky, Enrico Baj, Hans Bellmer, Jorge Camacho, Wifredo Lam, Roberto Matta, Pierre Molinier a další.
V roce 1970 odmítla uznat rozpuštění surrealistické skupiny a spolu s Vincentem Bounourem, Jorge Camachem, Jeanem-Louisem Bédouinem a dalšími se podílela na aktivitách surrealistického časopisu B. L. S (Bulletin de Liaision Surréalisme). V roce 1991 nakladatelství Actes Sud publikovalo její sebrané spisy, shromážděné s pomocí manžela Samira Mansoura.

## Dílo

### Poezie
- Cris (Křik), Éd. Seghers, Paříž, 1953
- Déchirures (Slzy), Les Éditions de Minuit, Paříž, 1955
- Rapaces (Dravci), Éd. Seghers, Paříž, 1960
- Carré blanc (Bílý čtverec),Le Soleil Noir, Paříž, 1966
- Les Damnations (Zatracení), Éd. Visat, Paříž, 1967
- Phallus et momies (Falus a mumie), Éd. Daily-Bul, 1969
- Astres et désastres (Hvězdy a katastrofy), London Art Gallery, 1969
- Anvil Flowers (Květiny - kovadliny), Art édition Fratelli Pozzo, 1970
- Prédelle Alechinski à la ligne, Weber-galerie de France 1973
- Pandemonium, La Nueva Foglio, 1976
- Faire signe au machiniste (Označit strojníka), Soleil Noir, 1977
- Sens interdits (Zakázané smysly), Bernard Letu, 1979
- Le Grand Jamais (Velké Nikdy), Aimé Maeght, 1981
- Jasmin d'hiver (Zimní jasmín) Fata Morgana, 1982
- Flammes immobiles (Nehybné plameny), Fata Morgana, 1985
- Trous noirs (Černé díry), Pierre d'Alun, 1986
- Prose & Poésie, Actes Sud, 1991, 650p.

### Próza
- Les Gisants satisfaits, (Spokojeně natažení) , Jean-Jacques Pauvert, Paříž, 1958
- Jules César, Éd. Pierre Seghers, Paříž, 1958
- Le Bleu des fonds (Modř základů), Le Soleil Noir, Paříž, 1968 (divadlo)
- Ça (To), Le Soleil Noir, Paříž, 1970
- Histoires nocives (Škodlivé příběhy), Gallimard, Paříž, 1973.

### Sebrané spisy
- Prose et poésie, œuvre complète, Actes Sud, Paříž, 1991 ISBN 2-86869-592-2